# إبراهيم كاتز
إبراهيم كاتز هو معلم وسياسي إسرائيلي، ولد في 1931 في نيس زيونا في إسرائيل، وتوفي في 13 أغسطس 1986 في إسرائيل. نشط حزبياً في جاحال. وقد انتخب عضو الكنيست ‏ (17 نوفمبر 1969 – 20 يوليو 1981).